# Quinito Henson
Joaquin M. "Quinito" Henson (1950) is een Filipijns televisiepresentator, sportjournalist- en commentator. Zijn column Sporting Chance verschijnt sinds 1981 in de Philippine Star. Henson, bijgenaamd "The Dean", bedacht de bijnamen van diverse Filipijnse sporters, zoals "Captain Lionheart" voor Alvin Patrimonio en "Tower of Power" voor Benjie Paras.

## Biografie
Joaquinn Henson volgde lager onderwijs en middelbaar onderwijs aan het De La Salle College in Manilla. Later behaalde er ook een Bachelor of Arts in East Asian Studies. In 1973 behaalde hij aan hetzelfde instituut zijn Bachelor of Science-diploma economie. Al in zijn studietijd was Henson journalistiek actief. Hij was redacteur van de krant van de Junior Archer Grade School en "La Sallite". 
Henson werd met name bekend vanwege zijn carrière als sportcolumnist, -commentator- en -prestator. Hij schrijft al over sport sinds 1973. Vanaf 1982 is Henson commentator bij basketbalwedstrijden uit de PBA op de zender Vintage Sports. Nadat deze zender de uitzendrechten verloor bleef hij de PBA verslaan op de zenders van de nieuwe rechthebbenden. Sinds 2010 is hij een van de verslaggevers van de PBA op AKTV. Henson staat in de Filipijnen tevens bekend als een kenner van de Amerikaanse basketbalcompetitie NBA en sloeg vele malen live de finalewedstrijden. Ook is hij een van de bloggers die worden gelinkt op de officiële website van de NBA. Naast basketbal wordt Henson ook vaak ingezet als commentator en analist bij bokswedstrijden, zoals die van Manny Pacquiao.
Henson werd meerdere malen onderscheiden voor zijn werk. Zo won hij de Catholic Mass Media Awards en de Olympism award van het Philippine Olympic Committee. 

## Bron
- (en)  The Deans Corner, The Philippine Star